# Candice Swanepoel
Candice Susan Swanepoel (* 20. října 1988 Mooi River, Natal) je jihoafrická topmodelka.
Otcem Candice je Willem Swanepoel a matkou Eileen Swanepoel (rozená Green). Její otec pochází z Mutare, Zimbabwe, zatímco matka pochází z Jihoafrické republiky. Má staršího bratra Stephena.
Modelingu se věnuje od 15 let. Má africké a nizozemské kořeny. Známá se stala díky značce Victoria's Secret, pro kterou pracuje řadu let. Objevila se na módních přehlídkách Tommy Hilfiger, Dolce&Gabanna, Michael Kors, Donna Karan, Jason Wu.
Nafocena byla obálkách Vogue v Austrálii, Řecku, Španělsku, Portugalsku, Japonsku a v Itálii. Zúčastnila se také jako jedna z mála topmodelek VS Fashion Show 2007, 2008, 2009 a 2010. V šestnácti letech si vydělávala 5 000 euro za den. Její původní barvou vlasů je hnědá, na přehlídkách se ale objevuje i přebarvená na blond. Je vyhledávanou modelkou na spodní prádlo a plavky. Fotila kampaň pro značku Nike a byla na titulní straně časopisu Vogue.
5. října 2016 se jí narodil syn Anacã. V roce 2018 se jí narodil syn Ariel.